# Élie Brun
Élie Brun, né le 15 octobre 1948 à Périgueux (Dordogne), est un homme politique français.

## Biographie
Avocat de profession, franc-maçon, Élie Brun devient maire de Fréjus à la suite de la démission de François Léotard. Il détient également les mandats de conseiller général du Var pour le canton de Fréjus et de premier vice-président de la Communauté d'agglomération Var Estérel Méditerranée. Il devient sénateur du Var le 19 avril 2008, à la suite de la nomination d'Hubert Falco au gouvernement. Membre de la commission des lois et du groupe UMP, il quitte le Sénat le 13 décembre 2010, lorsque Hubert Falco, sorti du gouvernement un mois plus tôt, retrouve automatiquement son siège.
Il est placé en garde à vue en mars 2013, puis jugé fin 2013 pour prise illégale d'intérêts dans une affaire de concession de plage privée et condamné par le tribunal correctionnel de Draguignan le 30 janvier 2014 à cinq ans d'interdiction des droits civiques et à 20 000 euros d'amende. Il a été jugé coupable d'avoir attribué la plage de l'Alba à Sébastien Scaglia, l'ex-mari de son épouse, Annabelle Pieri, en 2011. Ces derniers ont été condamnés pour recel de prise illégale d'intérêts. Élie Brun fait appel afin de pouvoir se présenter aux élections municipales de mars 2014. 
Il se présente sous l'étiquette divers droite, l'UMP lui ayant refusé l'investiture. Avec 24,01 % des voix il est battu au second tour par David Rachline (FN) arrivé en tête avec 45,55 % et par Philippe Mougin (UMP) arrivé second avec 30,43 % des suffrages exprimés. 
Ayant finalement renoncé à faire appel de sa condamnation, Elie Brun est déclaré démissionnaire de son mandat de conseiller général du canton de Fréjus par arrêté préfectoral le 28 juillet 2014. Cet arrêté met un terme a sa carrière politique, entachée par de nombreux scandales, laissant la ville de Fréjus avec un fort endettement.
Il est à nouveau condamné en février 2016 à une peine de dix-huit mois de prison avec sursis pour délivrance frauduleuse du permis de construire de la mosquée de Fréjus.

## Détail des mandats et fonctions

### Mandats locaux
- Conseiller régional de Provence-Alpes-Côte d'Azur
- Conseiller général du Var, élu dans le canton de Fréjus
- 1er vice-président de la Communauté d'agglomération Var Estérel Méditerranée
- Maire de Fréjus de 1997 à 2014

### Anciens mandats
- Vice-président du conseil général du Var de 1997 à 2008
- Sénateur du Var de 2008 à 2010